# 473
| [ Edytuj tabelę ]          |                                    |
| Cesarz Bizancjum           | - 457 Leon I 474 - 473 Leon II 474 |
| Król Franków               | - 457 Childeryk I 481              |
| Król Kentu                 | - 455 Hengest 488                  |
| Patriarcha Konstantynopola | - 471 Akacjusz 488                 |
| Władca Korei               | - 413 Changsu 491                  |
| Król Munsteru              | - 453 Óengus 489                   |
| Król Ostrogotów            | - 471 Teodoryk Wielki 526          |
| Papież                     | - 468 Symplicjusz 483              |
| Król Persji                | - 459 Peroz I 484                  |
| Cesarz Rzymu               | - 473 Gliceriusz 474               |
| Król Wandalów              | - 428 Genzeryk 477                 |
| Król Wizygotów             | - 466 Euryk 484                    |

Rok 473 / CDLXXIII
stulecia: IV wiek ~
V wiek ~
VI wiek

lata: 463 «
468 «
469 «
470 «
471 «
472 «
473
» 474
» 475
» 476
» 477
» 478
» 483

## Wydarzenia
Europa
- 3 marca – Gliceriusz został cesarzem Rzymu po kilkumiesięcznym interregnum.
- 29 kwietnia – Gliceriusz wydał edykt dotyczący zwalczania symonii w Kościele.
- 25 października – cesarz wschodniorzymski Leon I mianował swojego wnuka Leona II współcesarzem.

## Urodzili się
- Ennodiusz z Pawii, biskup (zm. 521).

## Zmarli
- Eutymiusz Wielki, mnich chrześcijański (ur. 377).
- Gunderyk, król Burgundów.